# José Rojas
José Manuel Rojas Bahamondes (Talagante, 23 juni 1983) is een Chileens voetballer, die sinds 2003 speelt voor Universidad de Chile.

## Clubcarrière
Rojas heeft zijn volledige carrière gespeeld voor Universidad de Chile. Alleen in 2006 speelde hij een jaar in Argentinië voor Independiente. In Chili werd Rojas vier keer kampioen. In 2011 werd hij gekozen tot aanvoerder en in hetzelfde jaar won hij met zijn club zijn eerst internationale prijs, de Copa Sudamericana.

## Interlandcarrière
Op 9 mei 2007 maakte Rojas zijn debuut in het Chileens voetbalelftal in een wedstrijd tegen Cuba. Rojas maakte deel uit van de selectie van bondscoach Jorge Sampaoli bij het WK voetbal 2014 in Brazilië en bij de Copa América 2015 in eigen land.

## Erelijst
Chili
- Copa América

2015
1 Bravo  ·
2 Mena ·
3 Roco ·
4 Isla ·
5 Silva ·
6 Fuenzalida ·
7 Sánchez ·
8 Vidal ·
9 Pinilla ·
10 Hernández ·
11 Vargas ·
12 Toselli ·
13 Pulgar ·
14 González ·
15 Beausejour ·
16 Castillo ·
17 Medel ·
18 Jara ·
19 Orellana ·
20 Aránguiz ·
21 Díaz ·
22 Puch ·
23 Herrera ·
Coach: Pizzi